# Криминальная любовь
«Криминальная любовь» — дебютный студийный альбом российской группы «Винтаж», выпущенный в 2007 году. На диске представлено 13 композиций. Альбом получил в основном смешанные отзывы критиков.

## История создания
Запись альбома началась в 2006 году, незадолго до объявления об официальном создании группы. К этому времени уже было готово две трети альбома, который записывался на студии Евгения Курицына. Также было объявлено о съёмках клипа на дебютный сингл группы «Мама Mia». 25 апреля 2007 года выходит второй сингл группы «Целься», который добрался до 18 места в российском радиочарте. Третий сингл с альбома «Всего хорошего» был выпущен в конце сентября 2007 года и достиг 14 позиции в российском радиочарте.
Релиз альбома состоялся 22 ноября 2007 года, а его презентация в московском клубе Opera состоялась 27 ноября того же года. Ведущими мероприятия стали Дмитрий Оленин — виджей Русского Радио, и Светлана — ведущая Радио Максимум. Диск стал коммерчески успешным, он был распродан полным тиражом (100.000 копий). Также он был номинирован на премию сайта Newsmusic.com «NEWSmusic Pop Top 2007» в категории «Лучший поп-альбом», но проиграл Витасу с его альбомом «Криком журавлиным». Дизайн оформление альбома разработал Вадим Андрианов.

## Синглы
- «Mama Mia» — дебютный сингл группы, выпущенный 26 сентября 2006 года. Автором текста выступил Артур Папазян, автором музыки — Алексей Романоф. Сингл занял 225 место в чарте Tophit[7].
- «Целься» — второй сингл с альбома, выпущенный 25 апреля 2007 года. Автором текста является Артур Папазян, автором музыки — Алексей Романоф. Сингл добрался до 18 строчки в чарте Tophit[2].
- «Всего хорошего» — третий и последний сингл с альбома, выпущенный 26 сентября 2007 года. Автор текста — Александр Сахаров, автор музыки — Алексей Романоф. Сингл добрался до 14 строчки в чарте Tophit[3].

## Реакция критиков
| Оценки критиков | Оценки критиков |
| Источник        | Оценка          |
| --------------- | --------------- |
| InterMedia      | [ 8 ]           |
| NewsMuz         | [ 9 ]           |
| Toppop.ru       | (смешанная)     |
| Billboard       | (смешанная)     |

Алексей Мажаев из агентства InterMedia дал альбому положительную оценку, поставив ему 4 балла из 5 возможных и назвав его «одним из тех приятных сюрпризов, которыми нечасто балует нас отечественная поп-музыка». По мнению рецензента, «Плетнёва предстала здесь не звездной истеричкой, а в первую очередь очень хорошей певицей». Мажаев отметил трек Gomenasai, известную песню в исполнении группы «Тату» и сравнил её с оригиналом: «там, где Юля и Лена [Солистки группы „Тату“] берут визгом, Аня [Анна Плетнёва] блещет уверенным вокалом». Положительно Алексей отметил и вокал солистки Анны Плетнёвой: «не то, чтобы она выдает какие-то немыслимые рулады — а просто-напросто поёт умело и в охотку». Рецензент также похвалил работу композитора Алексея Романоф, посчитав, что «большинство песен альбома вполне хитовы, притом не однообразны — от продвинутых „Всего хорошего“ и „Королей (вечерних улиц)“ до сиротски-трогательного „А за окном серый дождь“».
На сайте Newsmuz.com альбому дали смешанную оценку, поставив ему 6 баллов из 10. На сайте положительно оценили песню Gomenasai, «во вступлении которой слышатся напевы бывшего участника группы „А-Мега“ Алексея Романоф, стилизованные под трек Мадонны „Isaak“, после чего бывшая вокалистка группы „Лицей“ Анна Плетнёва зачитывает нечто философское и напевает довольно красивую мелодию». Трек «9 ½ недель II», который «имеет раскатистый бас и практически ничем не примечательный текст» на сайте не особо оценили. На сайте посчитали, что сингл «Mama Mia» «запоминается парой хуков — прыгающий на октаву бас и бурные аплодисменты ближе к концу песни». Сингл «Целься» на сайте назвали сравнительно тяжёлым треком для «Винтажа», посчитав, что «вокал Плетнёвой довольно зажат, что режет слух». Самой удачной композицией альбома на сайте назвали песню «Искренность»: «Действительно продуманные, выверенные рифмы и хлесткая запоминающаяся мелодия, интересный проигрыш, максимум позитивных впечатлений». Также на сайте посчитали, что альбому не хватает «породистых» песен. «Похоже, что под сочными аранжировками скрываются невнятные песни и неуверенный женский вокал» — посчитали на сайте.
Константин Кудряшов с сайта Toppop.ru посчитал, что «альбом в своей лютой банальности и комфортной усредненности прямо-таки божественно красив и совершенен». По его мнению, Алексей Романоф «умудрился выжать из стандартных ходов набившего оскомину „рашн попа“ более-менее вменяемое музыкальное полотно». «Манерный, с претензией на чувства вокал» Анны Плетнёвой рецензент назвал глупым и смешным. Также рецензент негативно оценил песню Fonary: «Трек короткий, текст настолько пустой и дубовый, что, кроме как в качестве хулиганского постмодернистского прикола, это оценивать нельзя» — посчитал рецензент.
Артур Малахов из журнала Billboard посчитал, что «Криминальная любовь» — «не высший уровень», и что группе «не светят полные стадионы и западное признание», но по его мнению, «всё здесь выполнено настолько качественно, насколько это принято в российской поп-индустрии».

## Список композиций
Вся музыка написана Алексеем Романоф, если не указано иное.
| №   | Название                 | Текст песни                        | Музыка                    | Длительность |
| --- | ------------------------ | ---------------------------------- | ------------------------- | ------------ |
| 1.  | «Gomenasai»              | Александр Ковалёв, Алексей Романоф |                           | 4:25         |
| 2.  | «9 ½ недель II»          | Алексей Романоф, Екатерина Ракова  |                           | 3:23         |
| 3.  | «Mama Mia»               | Артур Папазян                      |                           | 3:40         |
| 4.  | «Целься»                 | Артур Папазян                      |                           | 3:18         |
| 5.  | «Всего хорошего»         | Александр Сахаров                  |                           | 3:54         |
| 6.  | «Сорри»                  | Дмитрий Молодцов                   | Александр «Лев» Коновалов | 3:59         |
| 7.  | «21 грамм»               | Артур Папазян                      |                           | 3:39         |
| 8.  | «Искренность»            | Александр Сахаров                  |                           | 3:41         |
| 9.  | «А за окном серый дождь» | Алексей Романоф, Екатерина Ракова  |                           | 3:36         |
| 10. | «Короли (вечерних улиц)» | Артур Папазян                      |                           | 3:20         |
| 11. | «Fonary»                 | Артур Папазян                      |                           | 1:20         |
| 12. | «Целься (Art house mix)» | Алексей Романоф, Артур Папазян     |                           | 2:52         |

| №  | Название              | Текст песни                    | Музыка          | Длительность |
| -- | --------------------- | ------------------------------ | --------------- | ------------ |
| 1. | «Kill.Dim.Bil.(Дима)» | Алексей Романоф, Артур Папазян | Алексей Романоф | 2:58         |

| №   | Название                 | Длительность |
| --- | ------------------------ | ------------ |
| 1.  | «Gomenasai»              |              |
| 2.  | «9 ½ недель»             |              |
| 3.  | «Мама Mia»               |              |
| 4.  | «Целься»                 |              |
| 5.  | «А за окном серый дождь» |              |
| 6.  | «Kill.Dim.Bil. (Дима)»   |              |
| 7.  | «Fonary»                 |              |
| 8.  | «Всего хорошего»         |              |
| 9.  | «21 грамм»               |              |
| 10. | «Искренность»            |              |

| №  | Название                             | Длительность |
| -- | ------------------------------------ | ------------ |
| 1. | «Мама Mia»                           |              |
| 2. | «Целься»                             |              |
| 3. | «Всего хорошего»                     |              |
| 4. | «Плохая девочка»                     |              |
| 5. | «Плохая девочка» (trash-версия)      |              |
| 6. | «Одиночество любви»                  |              |
| 7. | «Одиночество любви» (силикон-версия) |              |

## Издания
| Год  | Название            | Тип издания                   |
| ---- | ------------------- | ----------------------------- |
| 2007 | Криминальная любовь | CD                            |
| 2007 | Криминальная любовь | CD (украинское издание)       |
| 2009 | Криминальная любовь | CD + DVD (украинское издание) |
| 2014 | Криминальная любовь | Цифровая дистрибуция          |